# Протесты в Дагестане (2022)
Протестные акции в Республике Дагестан начались в конце сентября 2022 года в связи с мобилизацией для участия в войне на Украине.

## 22 сентября

### Бабаюртовский район
22 сентября, после объявления частичной мобилизации в России, волнения начались в Бабаюртовском районе Дагестана. Жители района перекрыли федеральную трассу. У местного военного комиссариата собралось несколько десятков недовольных мужчин, которые высказались против частичной мобилизации.

## 25 сентября

### Эндирей
Утром 25 сентября жители села Эндирей Хасавюртовского района Дагестана устроили стихийную протестную акцию и перекрыли федеральную трассу Хасавюрт — Махачкала. Причиной протеста стала массовая мобилизация, а не обещанная президентом Путиным частичная. Из села с восьмитысячным населением планировалось мобилизовать 110 человек, в том числе недавно вернувшихся из армии.
Силовики стреляли в воздух, чтобы остановить митинг. Раненых не было. Собралось более ста человек. После выступления военкома митингующие разошлись.

### Махачкала
Инициатором и координатором митингов выступил телеграм-канал «Утро Дагестан».
Днём 25 сентября люди, в основном женщины, собрались на акцию протеста в центре Махачкалы. Протестующие скандировали: «Нет войне!», «Нет мобилизации» и «Наши дети — не удобрение!». Когда на митинге около Кукольного театра собралось несколько сотен протестующих, полицейские начали задержания.
По словам очевидцев, при задержании использовались электрошокеры и перцовки, протестующих, в том числе и женщин, били дубинками, стреляли в воздух. По данным «ОВД-Инфо», задержано было минимум 101 человек, по источникам «Кавказ. Реалии», задержано около 120 человек. У администратора телеграм-канала «Подвал Дагестана», транслировавшего события на митинге, прошли обыски.
Освещением событий занимались журналисты газеты «Черновик», они сообщали о препятствии журналистской деятельности со стороны силовиков. Корреспондента «Кавказского узла» задержали.
Чтобы успокоить митингующих, дагестанский военком объявил, что призыву на фронт не подлежат люди, у которых нет военного опыта, а также срочники. Он также назвал ложными слухи о 13 тысячах людей, подлежащих призыву в республике. На фоне протестов глава Дагестана Сергей Меликов заявил об ошибках, допущенных при мобилизационных мероприятиях, на следующий день он обещал лично проверять пункты мобилизации. Он также назвал организаторов «нечистью». Глава минмолодёжи РД Камил Саидов высказался о проплаченности акций Западом. Мэр Махачкалы Салман Дадаев назвал акцию протеста попыткой сорвать День города Махачкалы, которая проходила параллельно с митингом.
Во время митингов президент Украины Владимир Зеленский выпустил обращение к дагестанцам с поддержкой протеста и призывом сопротивляться мобилизации.
К вечеру на помощь полиции прибыли силы Росгвардии, после чего митинг был подавлен.
В отношении множества задержанных были заведены административные дела, против 8 — уголовные.
Ночью организаторы объявили ультиматум с требованием отпустить всех задержанных, в ином случае они пригрозили заблокировать федеральные трассы в республике и остановить железнодорожное сообщение.

## 26 сентября
Протестные акции 26 сентября прошли в Махачкале и Хасавюрте.

### Махачкала
В Махачкале собралось несколько сотен человек. Между протестующими и силовиками завязалась массовая драка, около двадцати её участников задержали силовики. В разгоне митинга принимала участие Росгвардия.
По данным «Кавказ. Реалии», задержано 110 протестующих. Задержаны также журналист Идрис Юсупов, главред RusNews, по его словам, силовики сломали его технику и избили его, корреспондент Радио «Свобода» Юлия Вишневецкая.
Согласно анонсу организаторов, следующая акция протеста в Махачкале пройдёт 30 сентября.

### Хасавюрт
В Хасавюрте на митинг собралось около двухсот человек. Силовики в грубой форме проводили задержания, митингующие оказывали сопротивление. По данным «Кавказ. Реалии», задержано около 20 человек.

### Дела против задержанных
27 сентября пресс-секретарь Верховного комиссара ООН по правам человека Равина Шамдасани призвала власти РФ освободить задержанных за протесты россиян, выделив ситуацию в Дагестане. Было заявлено: «Мы подчёркиваем, что арест людей исключительно за осуществление их права на мирные собрания и свободу выражения мнений представляет собой произвольное лишение свободы».

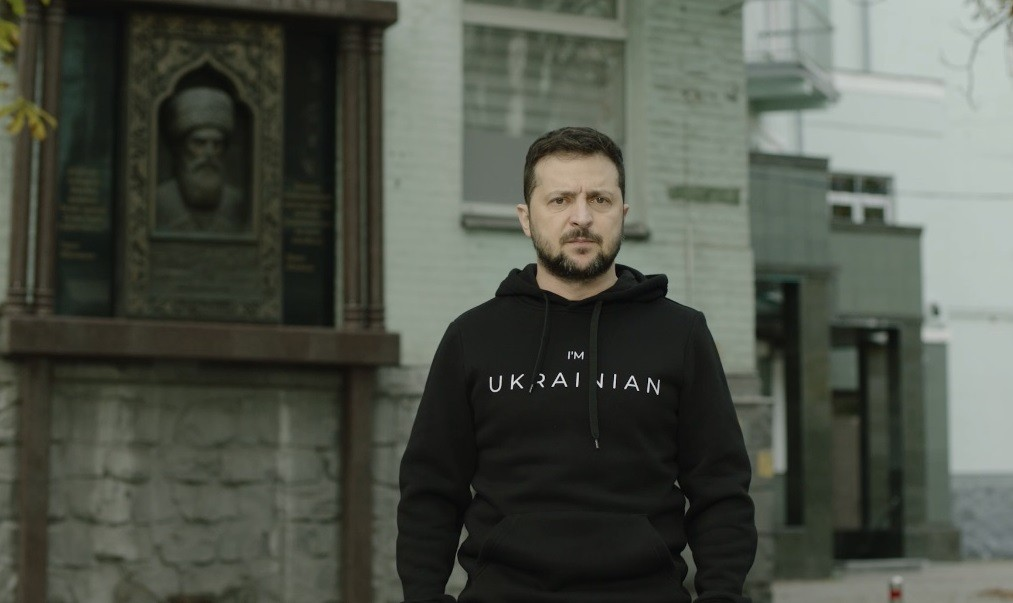
Президент Украины Владимир Зеленский 29 сентября на фоне памятника имаму Шамилю в Киеве записывает обращение к народам Кавказа с агитацией сопротивляться мобилизации

На момент 28 сентября в Дагестане возбуждено 30 уголовных дел против задержанных на протестах. Некоторые из дел ведутся правозащитниками из ОВД-Инфо, адвокаты сообщают, что у всех подсудимых есть телесные повреждения. Адвокат Надежда Бородкина, которая ведёт 4 дела, заявила, что задержанные подвергались пыткам в отделах полиции.

## 30 сентября
В Махачкале и других городах Дагестана 30 сентября были анонсированы протестные акции. Утром 30 сентября появились сообщения, что ФСБ задержала некоторых администраторов и участников телеграм-каналов, где публиковались призывы к митингам.

### Махачкала
Согласно «Кавказ. Реалии», на центральной площади города полицейскими были установлены заграждения, и вокруг площади наблюдалось усиленное присутствие сотрудников правоохранительных органов.
Около некоторых мечетей города также наблюдалось скопление полицейских. Скорее всего, силовые структуры опасались того, что после пятничной молитвы прихожане выйдут на демонстрации.
Старшеклассников в шести школах Махачкалы, находящихся в центре или близко к нему, держали в школе до 6—7 часов вечера, продлив учебный день. При этом, были и школы, где занятия прошли в обычном режиме.